# Elbe-Seitenkanal

Elbe-Seitenkanal är en kanal i Niedersachsen i Tyskland. Kanalen förbinder Mittellandkanalen med floden Elbe och har en längd av 115,14 kilometer. Kanalen öppnades för fartygstrafik den 15 juni 1976.
Anledning till bygget var att kringgå ett avsnitt av floden Elbe och Mittellandkanalen som förde genom DDR. Vidare skulle kanalens invallning fungera som stridsvagnshinder vid ett eventuellt anfall från öst. Byggarbetena började 1968 och avslutades 1976. På sin väg måste kanalen övervinna en höjdskillnad på 61 meter, för det finns en sluss i Uelzen (lyfthöjd 23 meter) samt Lyftverket Scharnebeck (lyfthöjd 38 meter). Kanalens bredd varierar mellan 54 och 70 meter och vattendjupet mellan 4,0 och 4,5 meter.
Bara några veckor efter invigningen, den 18 juli 1976, uppstod i närheten av Lüneburg ett dammbrott och knappt sex miljoner m³ vatten översvämmade ett område av cirka femton kvadratkilometer.

## Bilder

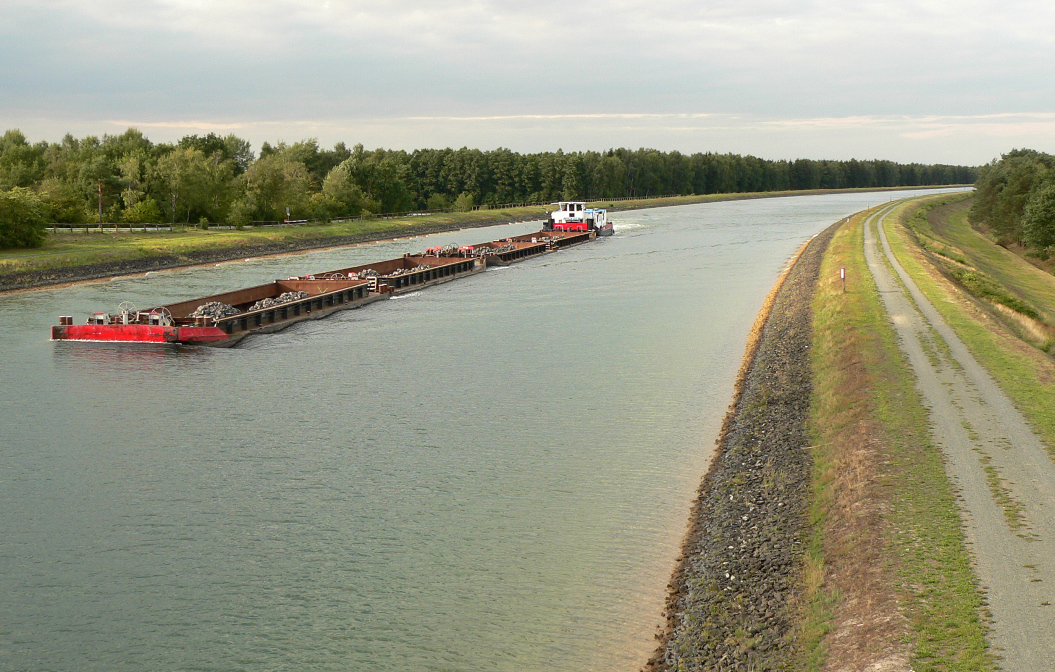
Kanalen vid Stüde
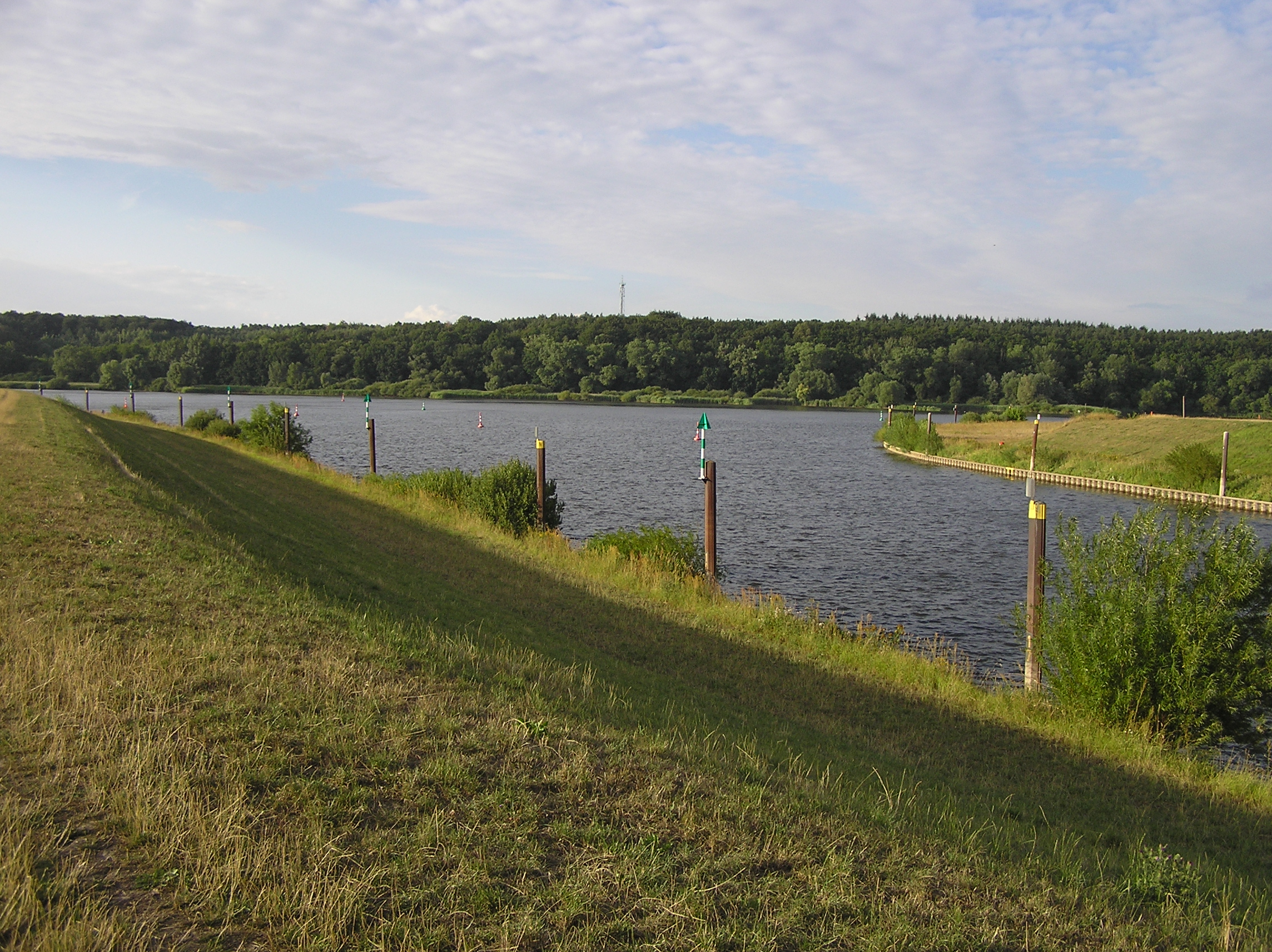
Inloppet till Elbe
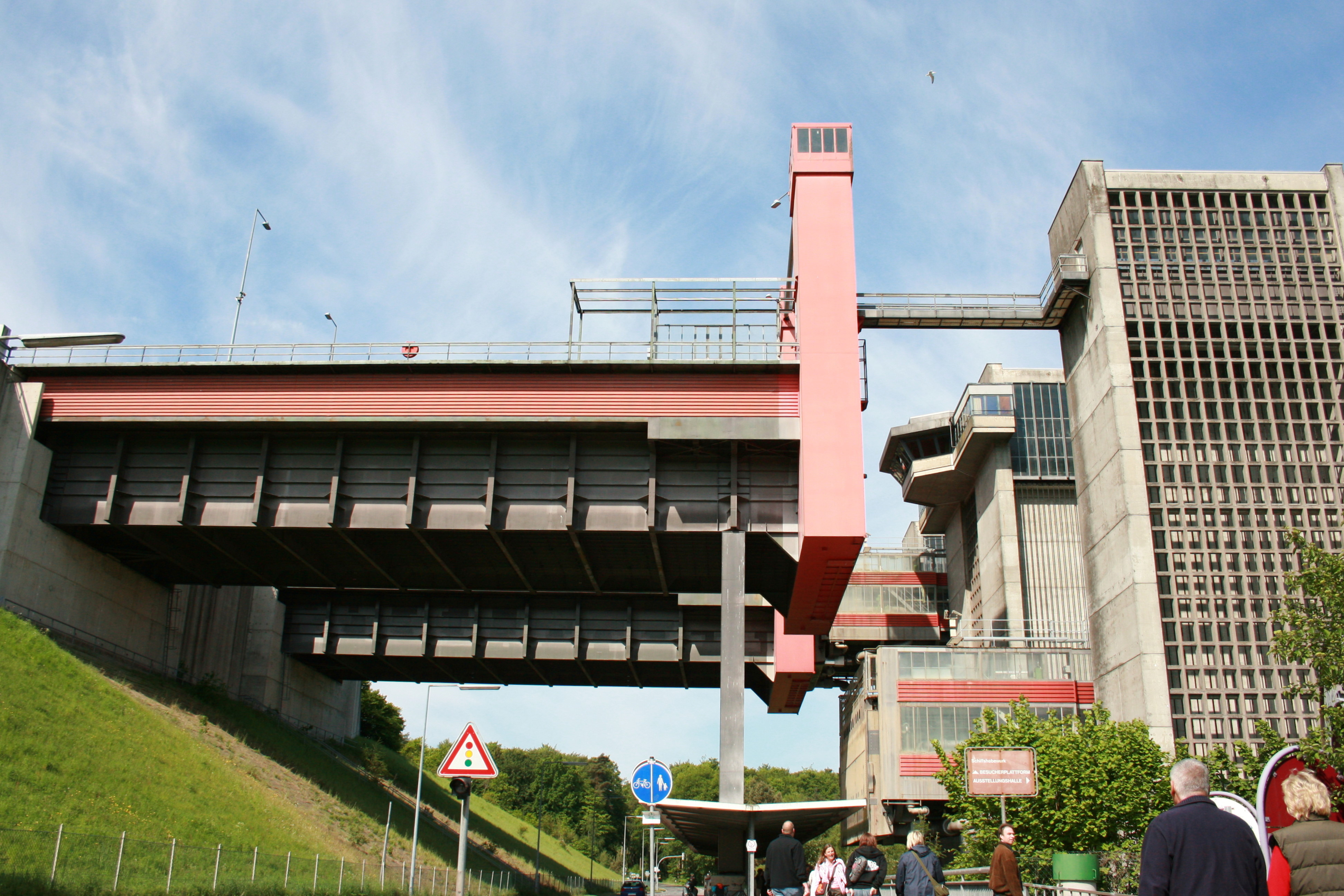
Lyftverket Scharnebeck
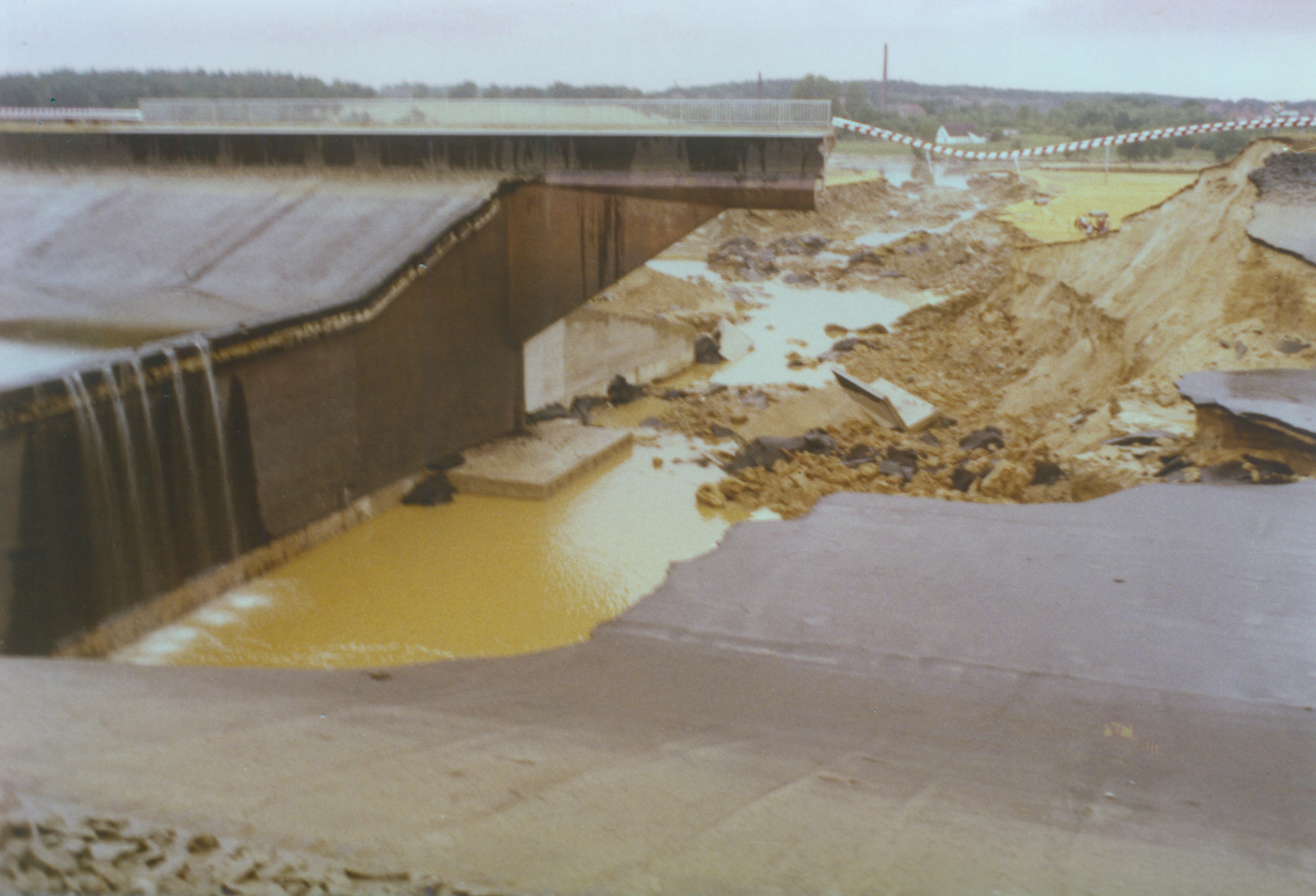
Dammbrottet i juli 1976